# Luděk Macela
Luděk Macela (* 3. Oktober 1950 in Černolice; † 16. Juni 2016) war ein tschechoslowakischer Fußballspieler und tschechischer Fußballfunktionär. Mit der tschechoslowakischen Mannschaft gewann er bei den Olympischen Sommerspielen 1980 in der UdSSR die Goldmedaille.

## Vereinskarriere
Luděk Macela spielte in seiner Jugend für SK Černolice und Tatran Všenory. Mit 16 Jahren wechselte er zu Dukla Prag. Zu seinen ersten Einsätzen in der 1. Tschechoslowakischen Liga kam der Abwehrspieler erst in der Saison 1972/73. Macela blieb Dukla zehn Jahre lang treu und gewann mit dem Armeeverein 1977, 1979 und 1982 die Tschechoslowakische Meisterschaft. Den nationalen Pokal konnte der Manndecker 1981 gewinnen. In 267 Erstligaspielen für Dukla Prag schoss Macela zwölf Tore.
Von 1982 bis 1985 spielte er für den SV Darmstadt 98 in der 2. Fußball-Bundesliga und beendete anschließend seine Karriere.

## Olympiasieg
Für die tschechoslowakische Olympiamannschaft spielte Macela erstmals im Oktober 1978. Bei den Olympischen Sommerspielen 1980 führte er die Mannschaft als Kapitän zur Goldmedaille. Insgesamt bestritt Macela 17 Spiele für das Olympiateam, dabei gelang ihm ein Tor.

## Nationalmannschaft
In der Tschechoslowakischen Nationalmannschaft debütierte Macela am 15. Oktober 1980. Die ČSSR unterlag dabei Argentinien mit 0:1. Macelas letztes von insgesamt acht Spielen war der 4:0-Erfolg der Tschechoslowakei gegen eine UEFA-Auswahl am 18. August 1981.

## Trainer
Nach seiner Rückkehr aus Darmstadt arbeitete Macela als Trainer beim SK Černolice, den er auch von 2003 bis 2006 betreute.

## Funktionär
Von 1997 bis Mitte 2001 war Macela Generalsekretär des Tschechischen Fußballverbandes und stand gleichzeitig der Schiedsrichterkommission vor. Mit dem Fall des Verbandspräsidenten František Chvalovský wurde auch Macela im Juni 2001 von seinen Ämtern entbunden.
Anschließend leitete der ehemalige Nationalspieler das Trainingszentrum des AC Sparta Prag im Strahov-Stadion, ehe er 2006 erneut Vorsitzender der Schiedsrichterkommission (tschechisch: Komise rozhodčích a delegátů) wurde.